# Batzayaagiin Erdenebayar
Batzayaagiin Erdenebayar é um judoca mongol. Competiu nos Jogos Olímpicos de Verão de 2024 em Paris. Foi eliminado na repescagem pelo japonês Soichi Hashimoto.